# PRECIOUS (華原朋美の曲)
「PRECIOUS」（プレシャス）は、日本の女性歌手、華原朋美の19枚目のシングル。

## 解説
- NY在住のヒットメーカーVincent Degiorgioがプロデュースを担当。
- 前作同様、カップリングには英語バージョン（原曲）を収録している。
- テーマはケンカした恋人同士が仲良い当時の写真を見てあの頃の自分に戻らなきゃという思いで共作で本人が作詞を担当している。
- ファースト･ライブツアー『TOMOMI KAHALA FIRST LIVE 2001 〜待っててくれてアリガトウ〜』に併せて発売され、ライブでも歌われた。
- 振付は西田一生（西田プロジェクト）が担当。

## 収録曲
1. PRECIOUS [japanese version]
作詞：華原朋美・樋口侑、作曲：Vincent Degiorgio・Berny Cosgrove・Kevin Clark、編曲：斉藤仁
2. PRECIOUS [english version]
作詞・作曲：Vincent Degiorgio・Berny Cosgrove・Kevin Clark、編曲：斉藤仁
3. PRECIOUS [neeza re-mix]
4. PRECIOUS [instrumental version]
5. PRECIOUS [neeza re-mix instrumental]

## 楽曲の収録アルバム
オリジナル・アルバム
- 「Love Again」(album version)

ベスト・アルバム
- 「Natural Breeze 〜KAHALA BEST 1998-2002〜」(japanese version)
- 「Super Best Singles 〜10th Anniversary〜」(japanese version)
- 「ALL TIME SINGLES BEST」 (japanese version)